# Stowarzyszenie Literackie Nauczycieli w Krośnie
Stowarzyszenie Literackie Nauczycieli w Krośnie – nawiązuje do tradycji Związku Zawodowego Literatów Polskich, podejmowanych w obronie godności i suwerenności literatury narodowej, praw ludzkich i swobody tworzenia. Zrzesza nie tylko nauczycieli ale wszelkich chętnych twórców z terenu Podkarpacia. Zarejestrowane w 1998 r. Współtwórcami i założycielami tego stowarzyszenia byli Józef Janowski, Józef Giergielewicz, Krystyna Kulman, Danuta Drzewicka. Prezesem został wybrany dr Józef Janowski.
Stowarzyszenie wydaje Almanachy od 1999 r. oraz indywidualne tomiki oraz organizuje spotkania poetyckie i konkursy poezji.